# Christiansø
Christiansø es una isla de Dinamarca, ubicada en el mar Báltico. Junto con Frederiksø, Græsholm y algunos pequeños peñones, forma un archipiélago a unos 18 km al noreste de Bornholm. A este archipiélago se le conoce también con el nombre de
Ertholmene, y constituye el territorio más oriental de Dinamarca.
Christiansø ocupa una superficie de 22,3 ha. Su punto más alto se encuentra a 22 m s. n. m. El faro de Christiansø es uno de los más antiguos del país.
- Datos: Q1896595
- Multimedia: Christiansø / Q1896595